# Real Casa de Misericordia (Zaragoza)

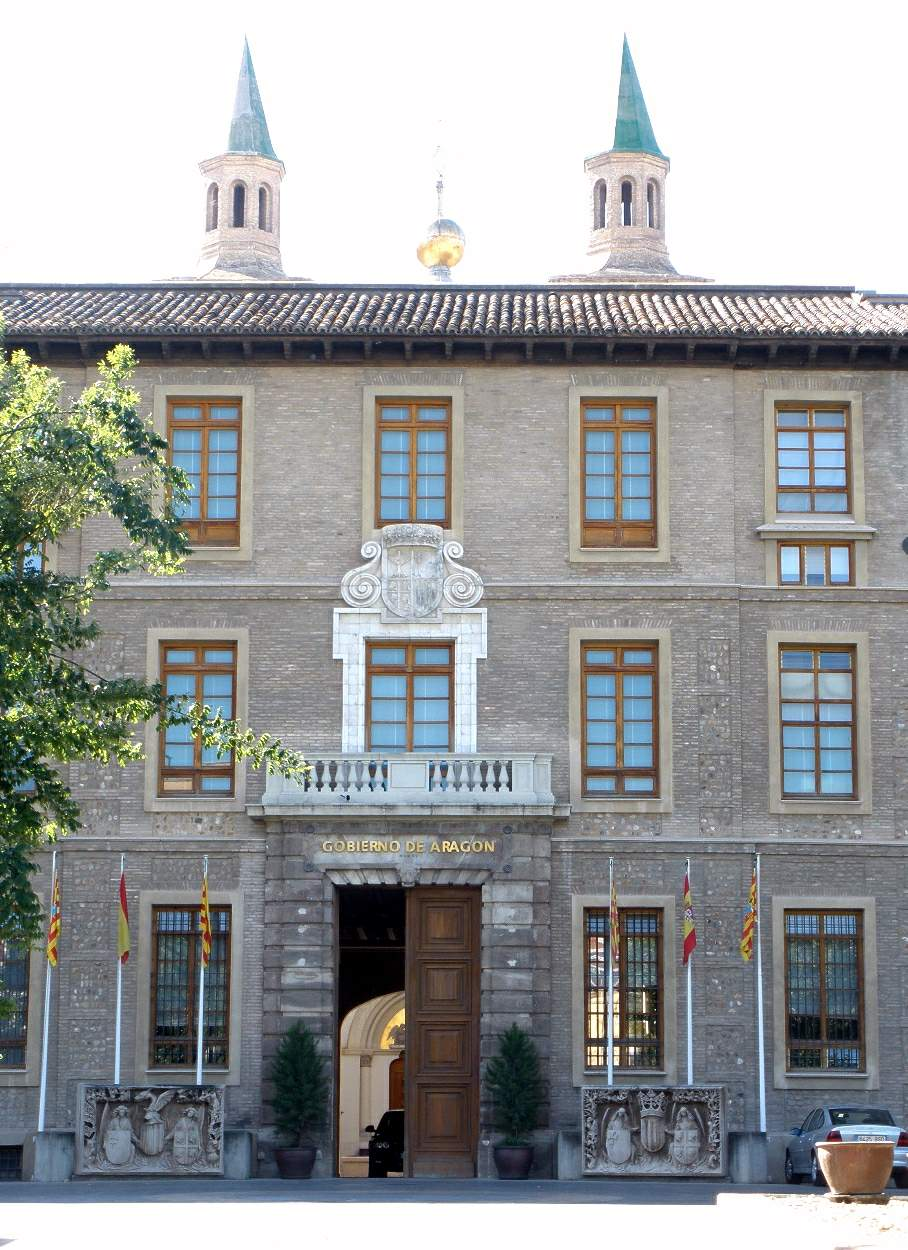
Fachada principal.

La Real Casa de Misericordia, también llamada Palacio Pignatelli, Edificio Pignatelli o simplemente El Pignatelli, es un edificio histórico ubicado en Zaragoza (Aragón) que actualmente es la sede de la Diputación General de Aragón y que está ubicado en el paseo María Agustín, número 36, muy cercano a la plaza de toros.

## Historia
Este gran monumento, como todos los de su época, revela el reinado del monarca Carlos III. Zaragoza, como ciudad eminentemente agrícola, tenía abundancia de trabajadores y braceros que no alcanzaban a procurarse la renta básica ni la educación y enseñanza de sus hijos. La incapacidad de tener renta para una casa hacía de la mendicidad una necesidad, con lo que a nivel de enfermedades llevaba aparejado un clima como el de Zaragoza. Con lo que por desgracia también exista mucha orfandad. Para ello se construyó el hospicio llamado Casa de Misericordia.
En el año 1666 acometieron la empresa los hermanos de la congregación de la Santa Escuela de Cristo y la llevaron a cabo por la generosidad del Ayuntamiento que para ello concedió un molino de aceite de su propiedad y por las cuantiosas limosnas y dones que prodigaron los vecinos y singularmente el Arzobispo de la diócesis.
Arreglado convenientemente el local, necesario por entonces y capaz, se publicó un edicto mandando se presentasen todos los pobres y tuvo cumplimiento todo en el 8 de septiembre de 1669 celebrando una fiesta suntuosa al nacimiento de María y nombrando luego directores del nuevo hospicio a los cinco Consiliarios de la dicha Escuela de Cristo
Siguió la casa y se rigió por la Hermandad titulada de Nuestra Señora de Misericordia hasta el año 1683 en que tocando los inconvenientes de la movilidad de cargos de la Junta, puesto que se elegía cada un año, el arzobispo de la diócesis Diego de Castrillo y el Ayuntamiento de la capital constituyeron una Junta con el nombre de Sitiada, compuesta de tres prebendados, tres regidores y tres nobles de la cofradía de San Jorge.
Aunque con escasas constituciones continuó el gobierno del hospicio en esta forma. Pero en el año 1720, Felipe V acogió bajo su real protectorado especial a la Casa de Misericordia y para ello mandó al capitán General marqués de Callús que tomase la posesión en su real nombre y que presidiese la Junta. Más adelante, en 6 de octubre de 1721, Luis I dispuso por real cédula que se confiara la dicha presidencia a los reverendos Arzobispos y en el año 1752 la Corona se reservó la colación de títulos de regidores dejando a los cuerpos de donde habían de nombrarse la facultad de hacer la propuesta de tres individuos para cada vacante.
Fernando VI elevó la Casa de la Misericordia al rango de Hospital Real. Con la Guerra de la Independencia pasó a convertirse en Hospital Militar, función que mantuvo hasta 1816.
1777 fue el período más brillante, el gran vuelo que recibió la Real Casa de Misericordia, engrandeciendo su local, ensanchando su industria y el movimiento de sus talleres, reuniendo hermosura y magnificencia lo debe a los días en que le cupo la suerte de ser regida por los directores Agustín de Lezo y Palomeque y Ramón de Pignatelli y Moncayo.
En 1764, Carlos III nombró regente de la Real Casa de Misericordia a Ramón de Pignatelli y Moncayo. La mendicidad era un grave problema en las calles de Zaragoza y para reducirla introdujo mejoras en la gestión de la institución bajo el prisma de las luces de la ilustración. Hacia 1790 terminó la ampliación de la Real Casa de la Misericordia y la incorporación del coso.Buscando el paso de la limosna al automantenimiento consiguiendo rentas por el Coso y los trabajos realizados por los talleres donde se formaban a los huérfanos en trabajos para cuando fueran mayores de edad a los 14 años no echarlos a la mendicidad y labrarse un futuro con una profesión
Se le dieron también a esta casa un estatuto u ordenaciones aprobadas por el rey Carlos IV, que es el verdadero código de gobierno para establecimientos de su índole. La dirección y administración se encomendaron por real orden de 20 de junio de 1846 a la Junta provincial presidida por el Gobernador civil. 
La Casa de Misericordia tenía por único objeto la misión de educar cristiana y moralmente a los niños y niñas preparando a la vez a los unos para el ejercicio de las artes y a las otras para el servicio doméstico. Para el gobierno interior y régimen particular de la Casa en los distintos ramos que comprende contaba con diez hijas de la Caridad mantenidas en la misma. Se hallaban distribuidas en las oficinas de labores de las mujeres, en la de bordados, en la cocina, en la enfermería y en los departamentos de colado y guardarropa. Separado el edificio bajo la costumbre judeocristiana de las mujeres a la izquierda y los hombres a la derecha se separaban los sexos en estas alas del edificio siguiendo el estilo ilustrado de simetría que confería orden y dabafacilidad de manejo al uso de este. Allí permanecían los huérfanos hasta los 14 años, cuando ya eran considerados mayores.

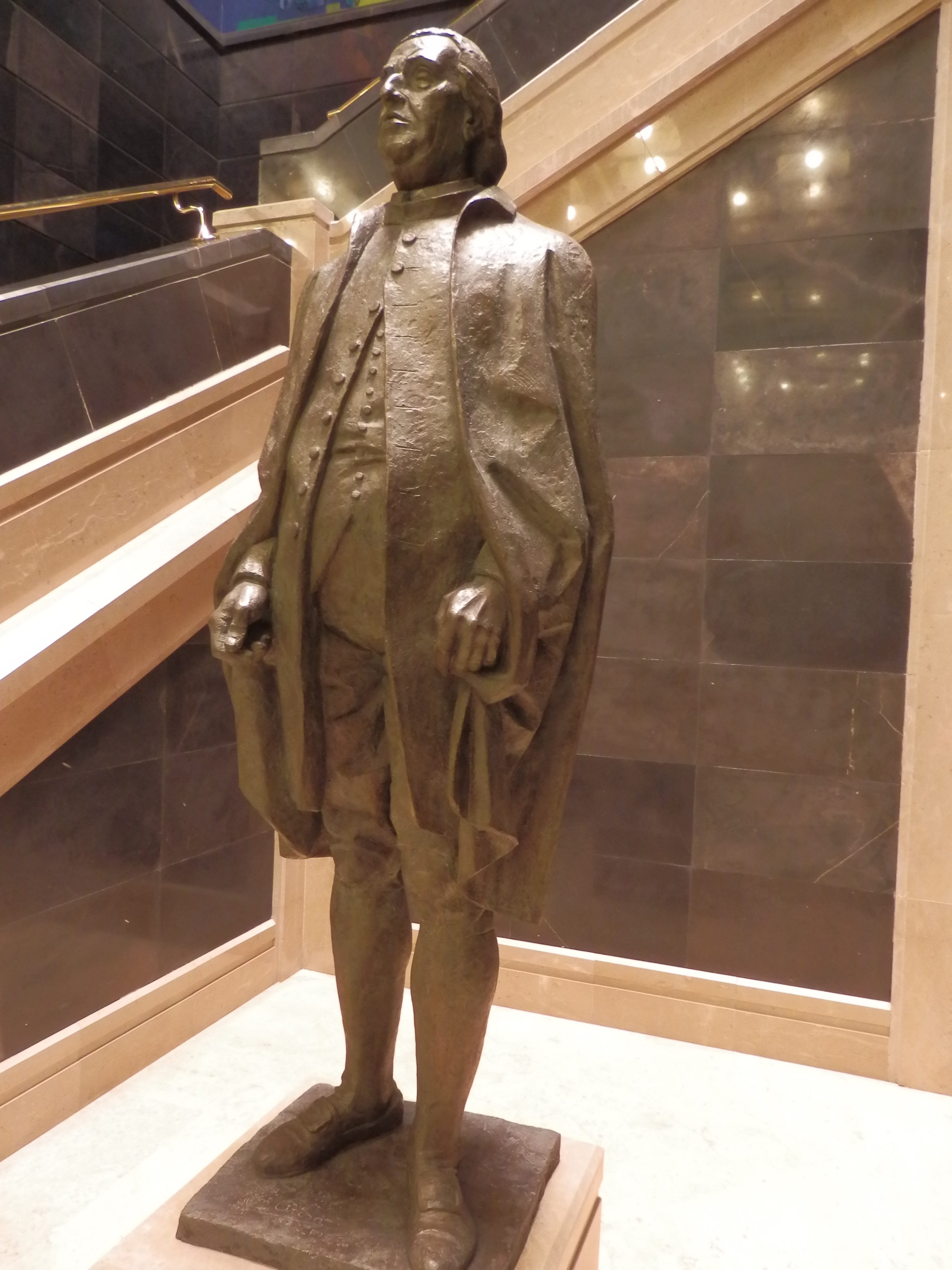
Estatua de Ramón Pignatelli en el interior del edificio.

El Hospicio forma un cuadrado perfecto. El interior de este cuadrado debe contener tres patios y los dos que forman las habitaciones de los pobres. Su edificio se compone de tres cuerpos. El cuerpo del frente y costado posterior a la derecha del de mujeres tiene subterráneos o sótanos y el exterior a la izquierda los tiene a su espalda bajo el refectorio, los cuales servían para almacenes, oficinas de tejidos y tornos. En el primer cuerpo se hallaban todos los talleres y en el segundo y tercero los dormitorios
Los trabajos que se desarrollaban en este hospicio se encontraban además de la fábrica de paños, talleres de tundidores, alpargatería, tejedores de lienzos, sastrería, zapatería, albañilería, carpintería, tahona de yeso y horno de pan. El departamento de mujeres se componía de tres salas en donde se entregaban a varias labores y a hilar los linos y devanar la seda. En todos estos talleres se trabajaba y elaboraba para el servicio y uso de los de la casa y en mucha parte de ellos se empleaban así mismo en las obras que les confían los particulares llamando muy especialmente la atención las telas y los bordados.
El gobierno de la Casa de Misericordia lo ejercían 9 regidores, 9 los nombraba el Cabildo, 3 el Concejo y 3 la Cofradía nobiliaria de San Jorge. Existían además un mayordomo, un veedor y un cirujano. En principio no se recogieron más que unos 10 muchachos para que realizasen los trabajos indispensables. Pero en el siglo XVIII se modernizó y saneó su economía, y tenía numerosos adolescentes dedicados a hilar lanas, estambres y cáñamos. Según el censo de 1723 los recogidos eran: 150 hombres, 240 mujeres, 225 muchachos y 30 estudiantes. En una casa contigua vivía el director de las fábricas con su familia, 5 criados, 3 criadas y 20 oficiales para la fábrica. El trabajo duraba todo el día; sólo paraban una hora después de comer.

## Estilos
El antiguo Hogar Pignatelli es un edificio construido desde la Ilustración y por ilustrados. Su construcción se caracteriza por un uso de ordenación en planta, de concepción rígida y ordenadas por la simetría y un lenguaje regido por la razón, por la proporción y el orden.
Tiene 3 plantas. Los porches interiores tienen 7 arcos en anchura y 21 en longitud.
No es casualidad esta utilización de la proporción en torno al 7. La numerología fue una ciencia muy querida y seguida durante los años de la ilustración y de acuerdo a este guiño a lo simbólico que desde esta corriente de pensamiento y edificación les gustaba esconder entre sus obras. Hay que saber que el 7 es el signo del pensamiento, la espiritualidad, la conciencia, la sabiduría, el intelecto, los ideales y la represión. Estas últimas acciones son precisamente partes de la historia de este edificio, por lo que durante su reforma en la ilustración no es extraño que quieran dejar constancia del paso de un edificio represor (recordar que retenían a mendigos y huérfanos e incluso reclusos cuando la Torre del Trovador, cárcel de la inquisición, estaba llena, en este edificio) a otro libre, ilustrado y de enseñanza que era la forma a la que más libertad otorgaban pues el conocimiento no tiene fronteras ni clases.
La fachada de Presidencia es de estilo neoclásico. Cuenta con espacios góticos, como el patio central que da entrada al antiguo Hogar. El elemento central, la iglesia, es ecléctico, con fachada de proporciones góticas inspirada en su diseño por el estilo bizantino, y su cúpula dorada es la más oriental de las zaragozanas. Estar enclaustrada en un pequeño hueco del edificio dentro de un patio y la necesidad de la ilustración de la búsqueda de la luz, hace que el arquitecto jefe de esta iglesia, Juan Antonio Atienza, busque la luz, de la que la privaba su encajonamiento en un patio, y la encuentre mediante una novedosa solución que sirvió de inspiración para obras posteriores como la del Pilar. Esta no consistió en otra cosa que el sustentar y levantar la cúpula octogonal con linterna sobre trompas elevadas sobre el crucero de forma que por ellas, a modo de ventanas, entra la luz de la que el patio privaba.

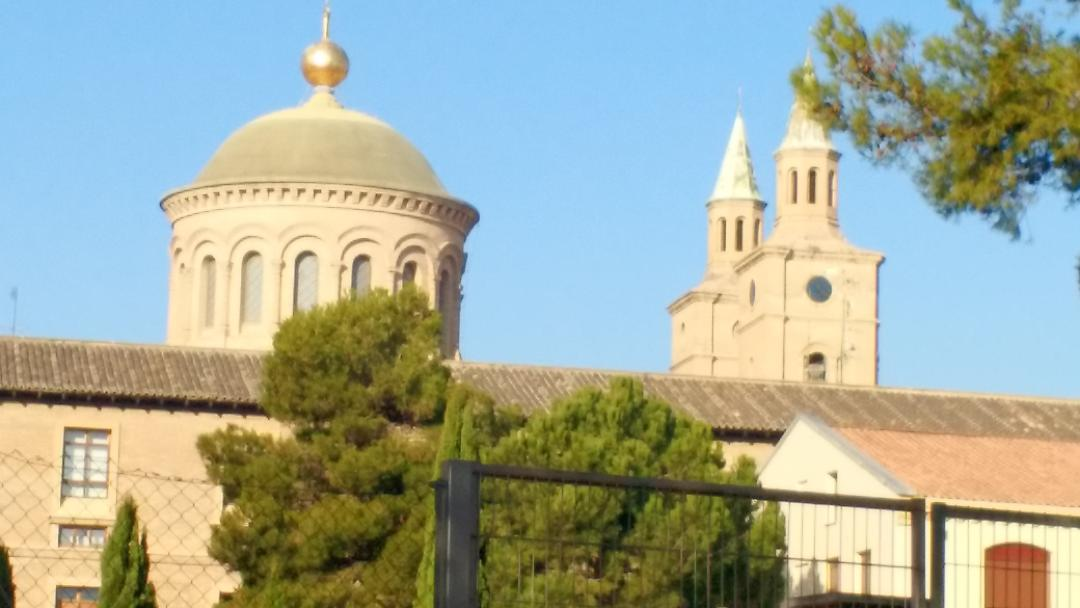
Presenta una vista de la cúpula de Juan de Atienza del edificio Pignatelli, mostrando la solución con las linternas para que entre luz que servirá como modelo de obras posteriores como las del Pilar.

## Otros usos del edificio
La Real Casa de Misericordia fue rehabilitada como sede de la Diputación General, tras su restauración democrática. Actualmente el edificio es conocido también como Palacio Pignatelli, o simplemente El Pignatelli, sede de la Diputación General de Aragón.
Durante la guerra de la Independencia y hasta 1816 fue destinado a Hospital Militar y en 1907 fue de nuevo casa de Hospicio.
En 1907 se destinó a Casa Hospicio y fue a finales de la década de los años treinta cuando se acordó volver a cambiar la denominación de la entidad al objeto de perpetuar la memoria de su máximo benefactor, pasándose a llamar Hogar Pignatelli.
El edificio perdió su carácter benéfico en 1971 al instalarse el Instituto Mixto de Bachillerato Ramón Pignatelli, que compartió sus dependencias con la Brigada de la Cruz Roja, la Banda de Música Provincial y la Imprenta del Hogar.
En el 1982 albergó la primera Escuela Taller existente en Aragón y de las primeras de España.  Se enseñaba todo lo relacionado con la construcción y formación educativa básica, funcionó como empresa constructora durante los trabajos de adecuación y restauración para la sede de la Diputación General de Aragón.

## Sede de la Diputación General de Aragón
En la actualidad, el edificio Pignatelli es la sede de la Diputación General de Aragón (Gobierno de Aragón) y sus instalaciones albergan al máximo órgano de Gobierno de la comunidad autónoma.
La superficie construida y utilizable es de 28 000 m², y sus instalaciones tienen capacidad para acoger durante el horario laboral a 2 000 funcionarios (1 200 trabajadores en la actualidad). Alrededor de 700 aragoneses al día acuden allí para realizar trámites administrativos.
En 1983 Santiago Marraco, como primer presidente autonómico de la Diputación General de Aragón, impulsó la adecuación y restauración completa del edificio. Aprovechando la impronta del uso como Diputación para recuperar al barrio que en aquellas fechas estaba marginado y degradado.
Se encargó como arquitecto director de las obras de la sede a Saturnino Cisneros Lacruz, para la construcción de la sede de gobierno, basada en la restauración y adecuación del hospicio.  Para tales obras trabajaron por lo menos 10 empresas constructoras y se creó la primera Escuela Taller existente en Aragón, quien funcionó como escuela y empresa constructora dedicada a la enseñanza y labores de reconstrucción del edificio. El arquitecto mantuvo la racionalidad del edificio y la simbología del 7, recuperando y restaurando la obra antigua pero introduciendo en los patios nuevas obras cúbicas que respetaban la magia del 7: siempre se quiso  diferenciar lo restaurado y viejo de lo nuevo colocado en los patios con lo que, respetando las ideas de simetrías, se quiso diferenciar lo nuevo mediante los materiales empleados en la construcción. A diferencia del ladrillo de las fachadas antiguas y enfoscado. Lo nuevo se realizó con piedra de la Puebla de Alborton, ya utilizada en obras tan emblemáticas como el Pilar. Siguiendo con los símbolos que tanto se tuvieron en cuenta tanto en su construcción inicial como en su reutilización, se respetó el 7 con las escaleras de acceso a los nuevos cubos de gobierno e incluso en la cafetería las perchas están de 7 en 7. Otra piedra importante para Aragón como es la de Calatorao también está presente.

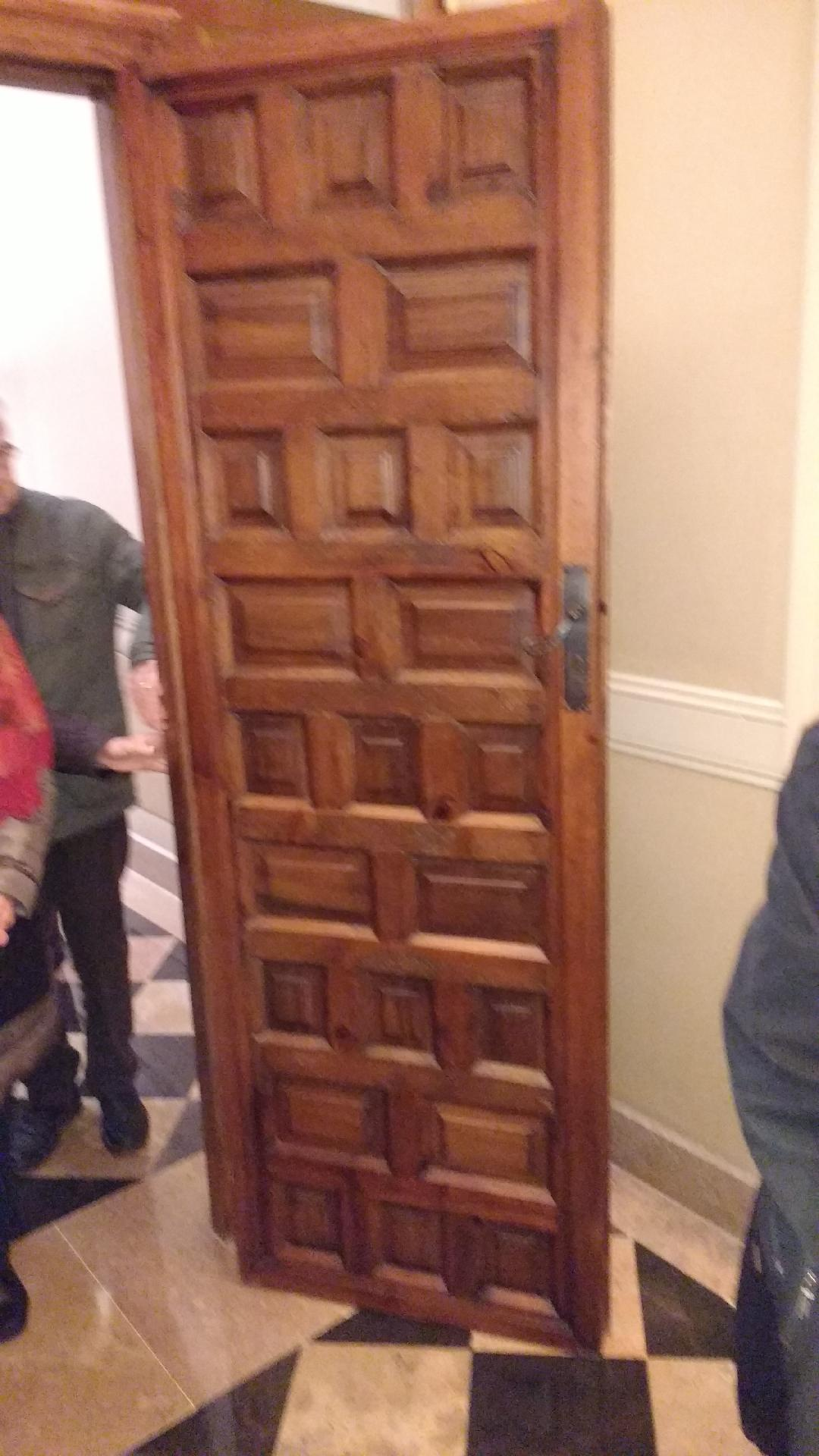
En cuanto sales del despacho de recepción o de gala del gabinete del presidente de Aragón están las puertas de la casa de Palafox, que cierra el gabinete a la escalinata posterior.

Fue uno de los primeros edificios que no producían contaminación del aire, pues la consecución de la energía de climatización del edificio es extraída de las aguas subálveas, así fue probablemente fue el primer gran edificio de Aragón en utilizar bombas de calor. Se utilizó un ingenioso sistema de chinchetas o grapas de fabricación en fundición Averly en las fachadas que las protege de las dilataciones del clima zaragozano. Estas chinchetas que rodean todo el edificio en dos alturas se pueden ver en las fotos y sirven como sistema para absorber las dilataciones y contracciones propias de los contrastes que el clima ocasiona en los edificios, con un juego de holguras permite moverse y contraerse al bano de la fachada.
Además, la rehabilitación del edificio Pignatelli tuvo como característica positiva que el coste medio de los trabajos que dirigió el equipo inicial desde el 1982-1988, acreditan un coste medio por metro cuadrado inferior a la mitad del coste de cualquier edificio estatal de la época, según las declaraciones del arquitecto director, quien defendía la filosofía de bueno, bonito y barato.
En una de las escaleras hay un mural alegórico del artista Jorge Gay, El hombre que fumaba ideales y cuyo lema está dedicado a los vencidos, a los hombres y mujeres que fueron acogidos en este lugar, una arenga al poder del pueblo llano. Y en el cubo central moderno desde donde se accede al despacho del presidente de Aragón y la sala de reuniones de los consejeros.Este artista tiene un mural que interpreta la libertad de los pueblos en Europa de un colorido que contrasta con el melancólico trazo en lápiz del que preside la escalinata del otro módulo que se presenta al principio.
La sala de la Corona de Aragón, ubicada en la antigua iglesia, es un espacio que hoy en día acoge los actos más solemnes como la toma de posesión del gobierno y donde se ubica la sala de los escudos.
El edificio también alberga el centro de control del 112, que coordina servicios operativos de emergencias sanitarias, bomberos, forestales, carreteras, policías locales y fuerzas de seguridad del Estado.
El edificio de planta nueva que guarda en su interior el salón de los retratos de antiguos presidentes donde esperan los invitados que no pueden ser recibidos, dispone de un homenaje en bronce a Pignatelli a la entrada de la escalinata revestida de piedra de Calatorao que destaca el mural colorido anteriormente nombrado. Por ella se accede al gabinete del presidente donde esta su pequeño despacho real a la izquierda del de recepción con su escritorio gala (con superstición) y donde el arquitecto hizo un guiño a los curiosos al poner el plano del edificio en el embaldosado del suelo con un juego de colores. La sala de los retratos que la precede con el  Rey emérito y el actual como príncipe de Gerona donde toman las fotos de encuentros informales. La vidriera de los escudos de las Diputaciones que recuerdan las provincias del reino. La sala de gobierno que todos los martes trata asuntos de la autonomía. Y para cerrar el gabinete a la entrada o salida a la escalinata se recuperaron las puertas de la casa de Palafox como símbolo de coraje y resistencia Aragonesa como el personaje. El protocolo y simbolismo en este edificio está muy cuidado al igual que las tradiciones y supersticiones. La mesa de gala del gabinete ningún presidente se sienta en ella desde que se percataron que quienes la usaron no repitieron legislatura y existen unas escaleras ocultas dentro de un mueble que permiten salir a un balcón del despacho de gala. Una vez en los jardines existen dos piedras de Armero a los lados de la entrada principal como se muestran en la foto con el escudo y el dragón que son los restos que han llegado hasta nuestros días o se pudieron recuperar para la ciudad del antiguo palacio de la Diputación que durante los sitios se destruyó e incendió por los franceses.  
Desde 2015 en el día de la Constitución siguiendo el precedente del parlamento Español y Senado. Se abren las puertas de la institución a la ciudadanía al igual que otros años se abrieron las de la Aljafería. Invitan a los ciudadanos a conocer el edificio y su historia con una brillante y amigable visita guiada. Para lo que desde 2016, su segundo año, por razones de comodidad y orden se reparten tickets con horarios.

## Galería

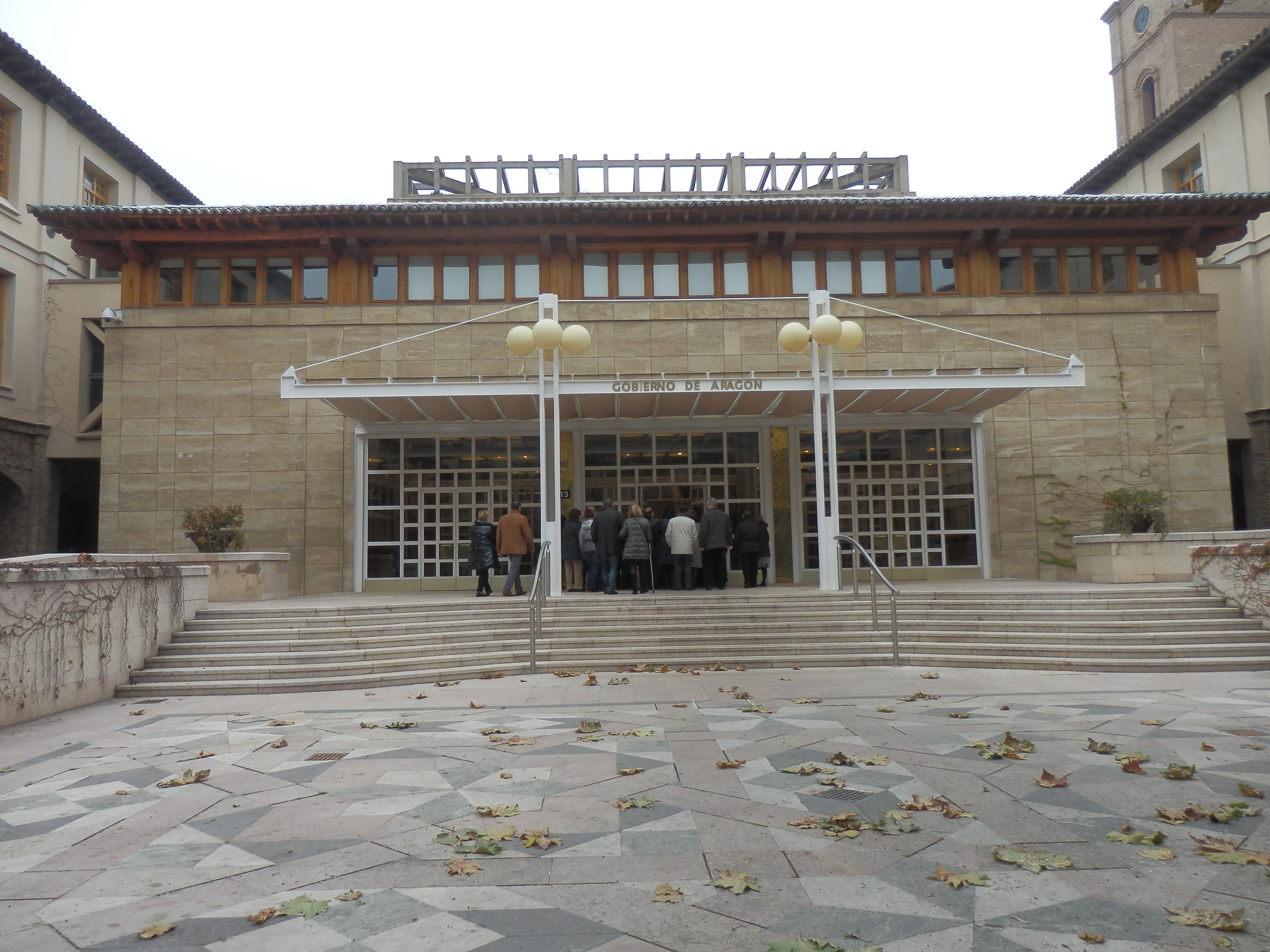
Acceso de los ciudadanos.
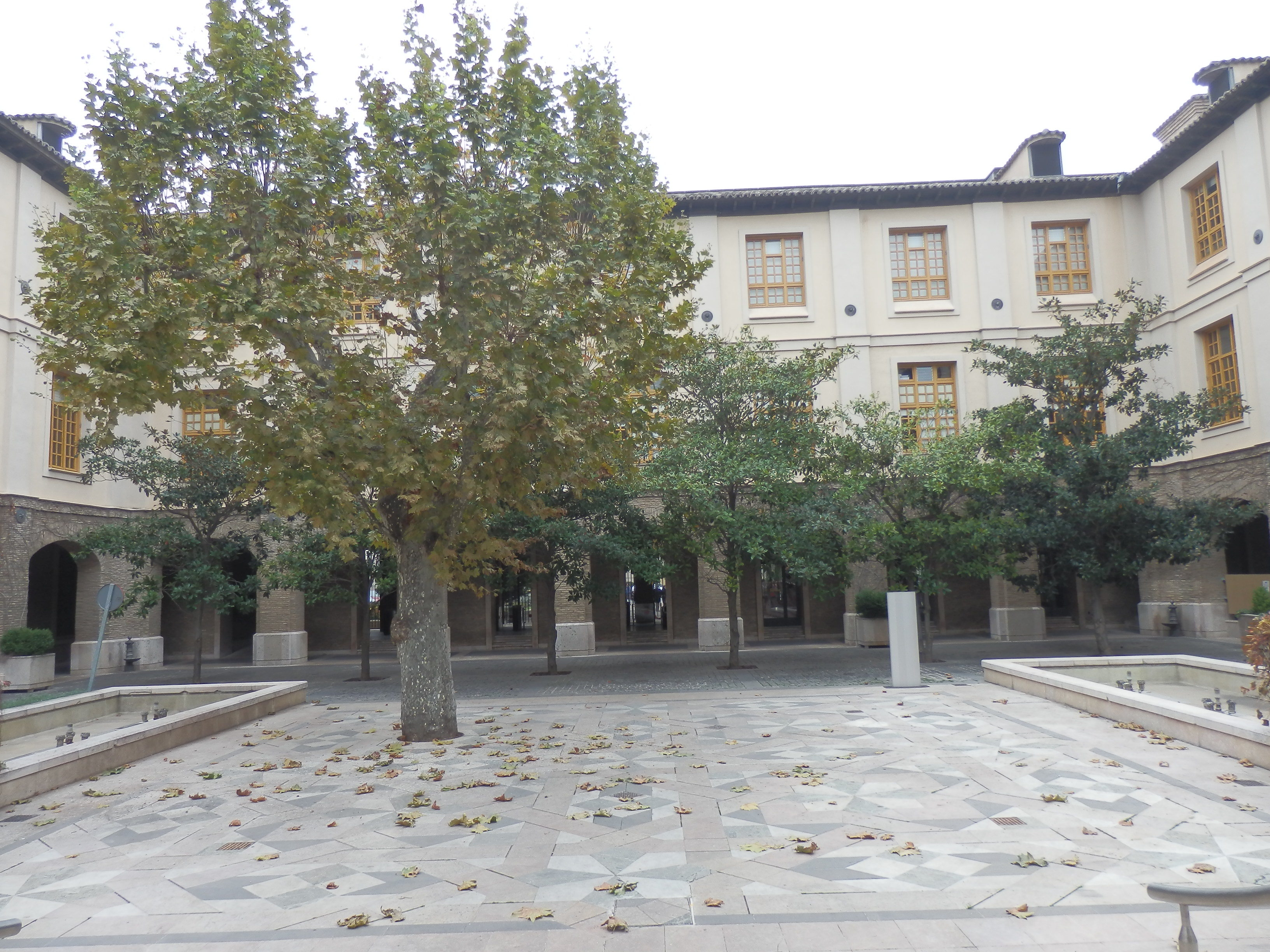
Patio interior.
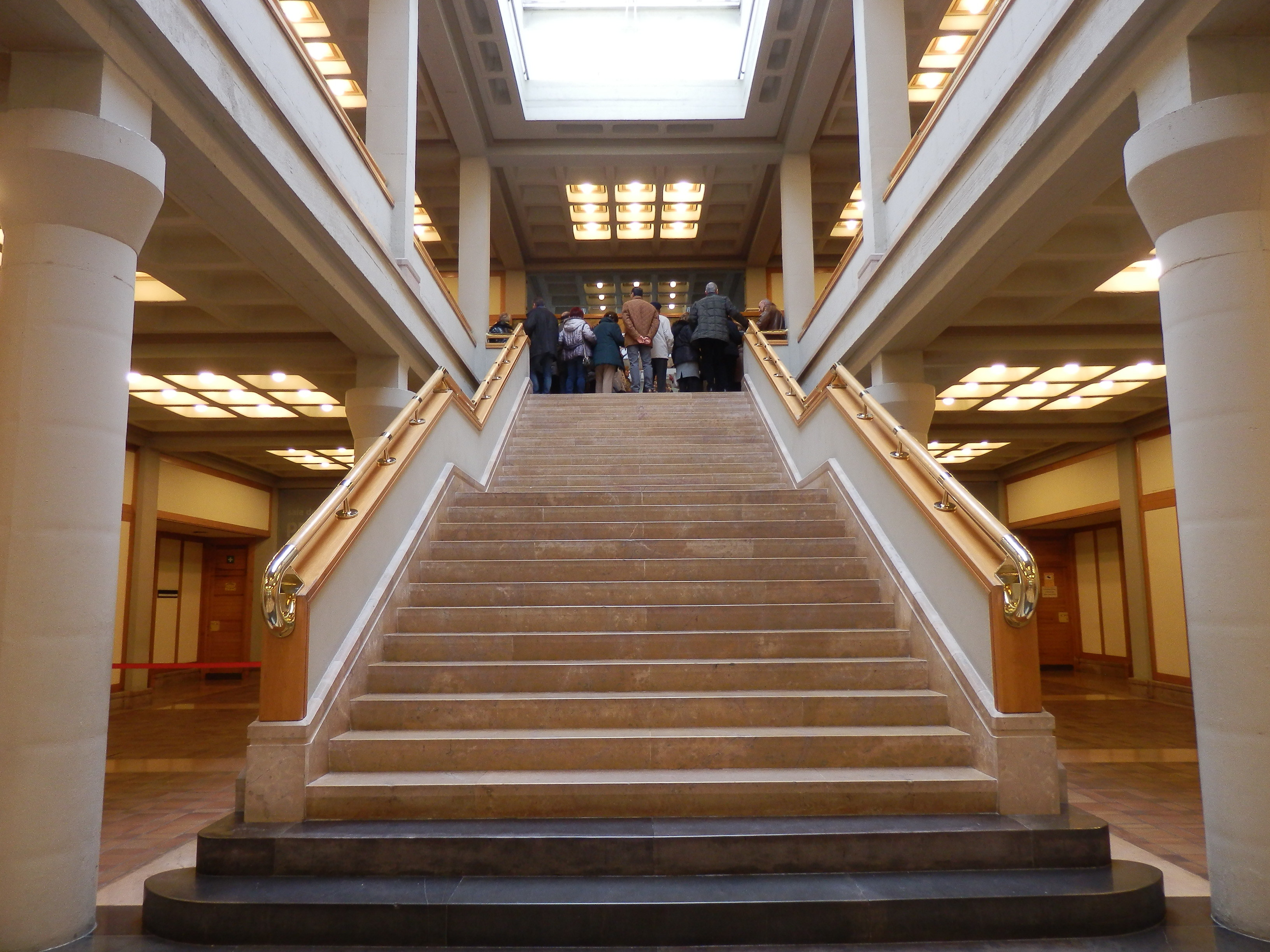
Escaleras interiores.
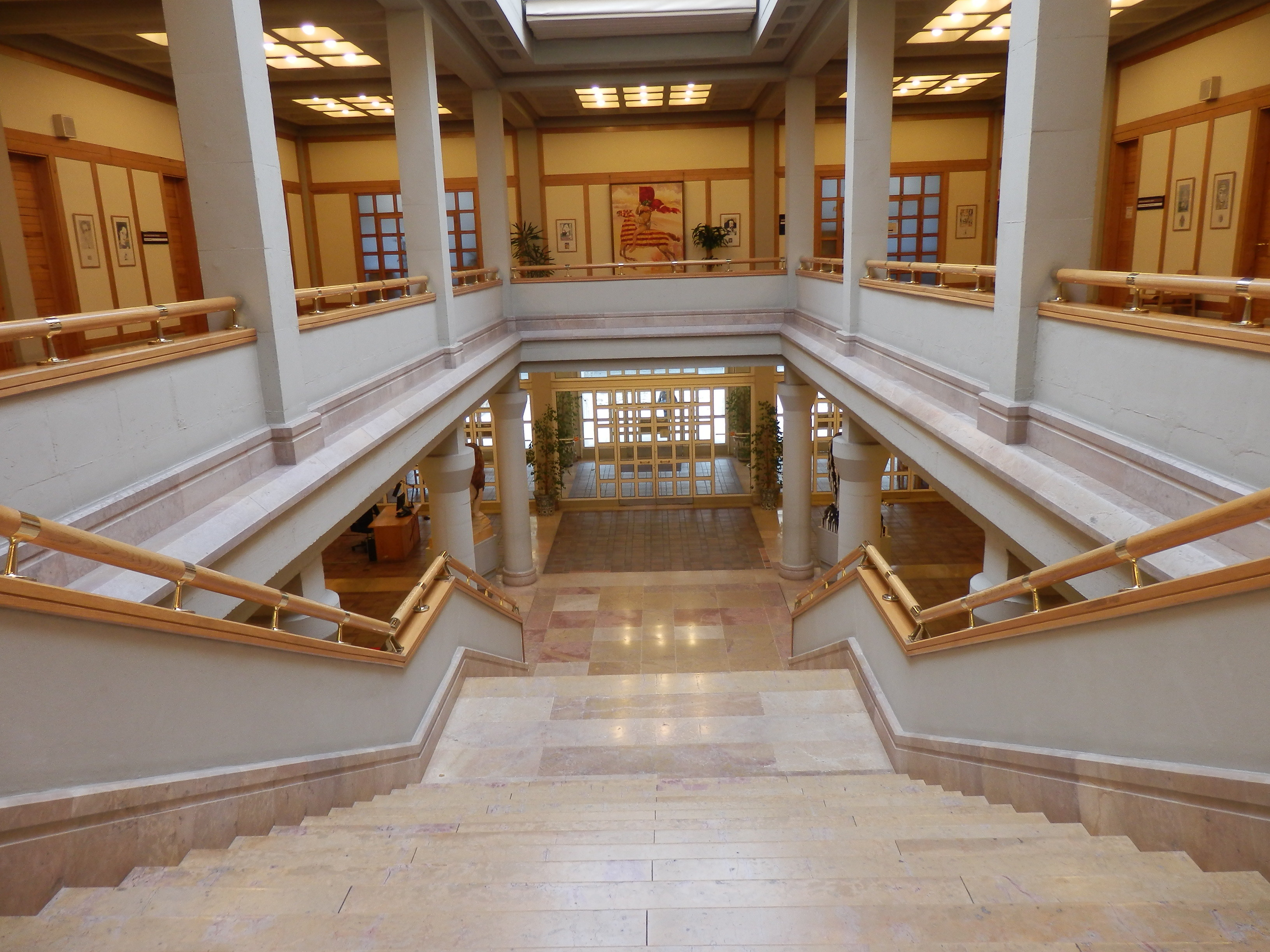
Escaleras interiores.
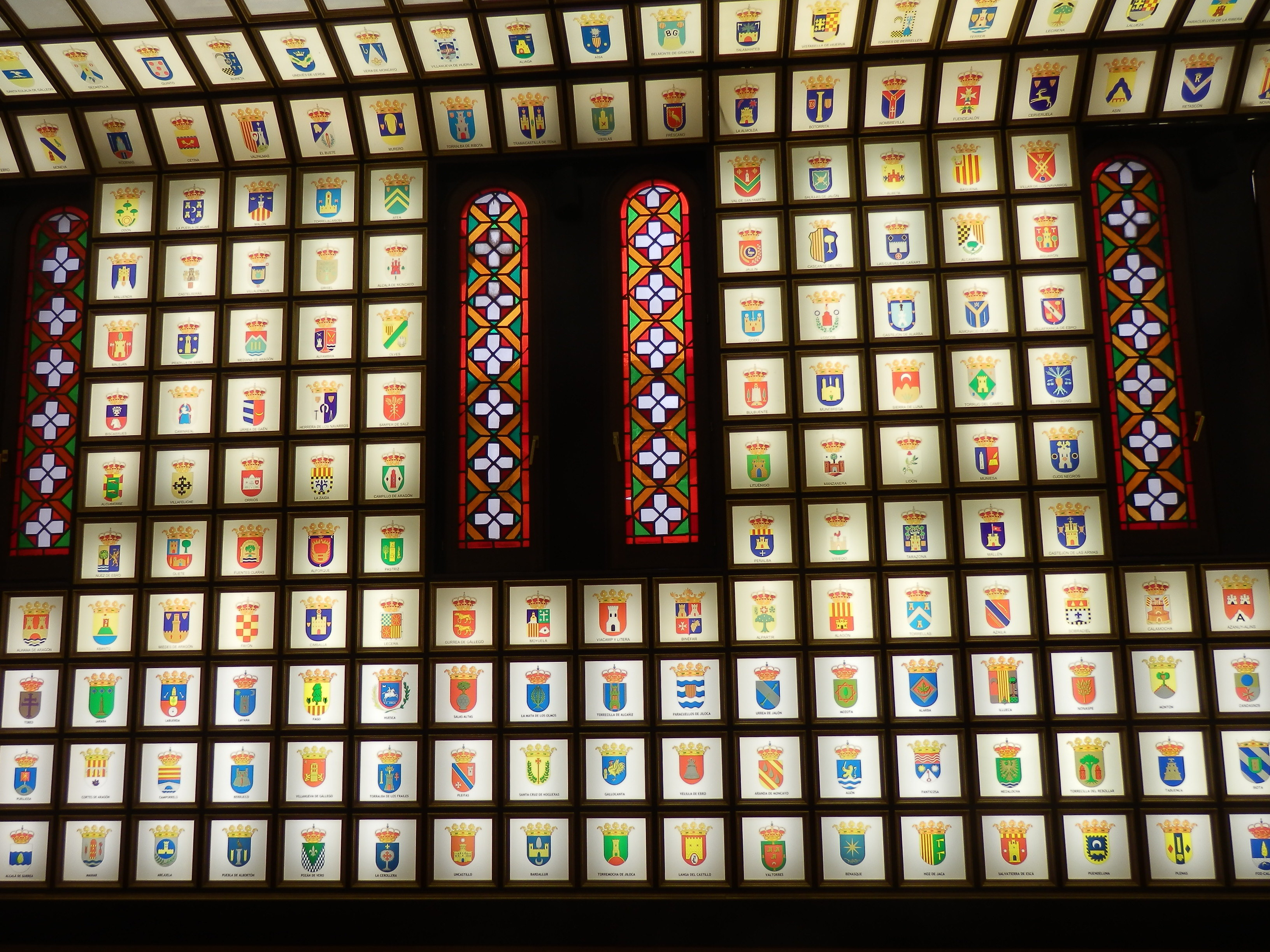
Escudos de las poblaciones de Aragón.